# Krakowska Kapituła Katedralna

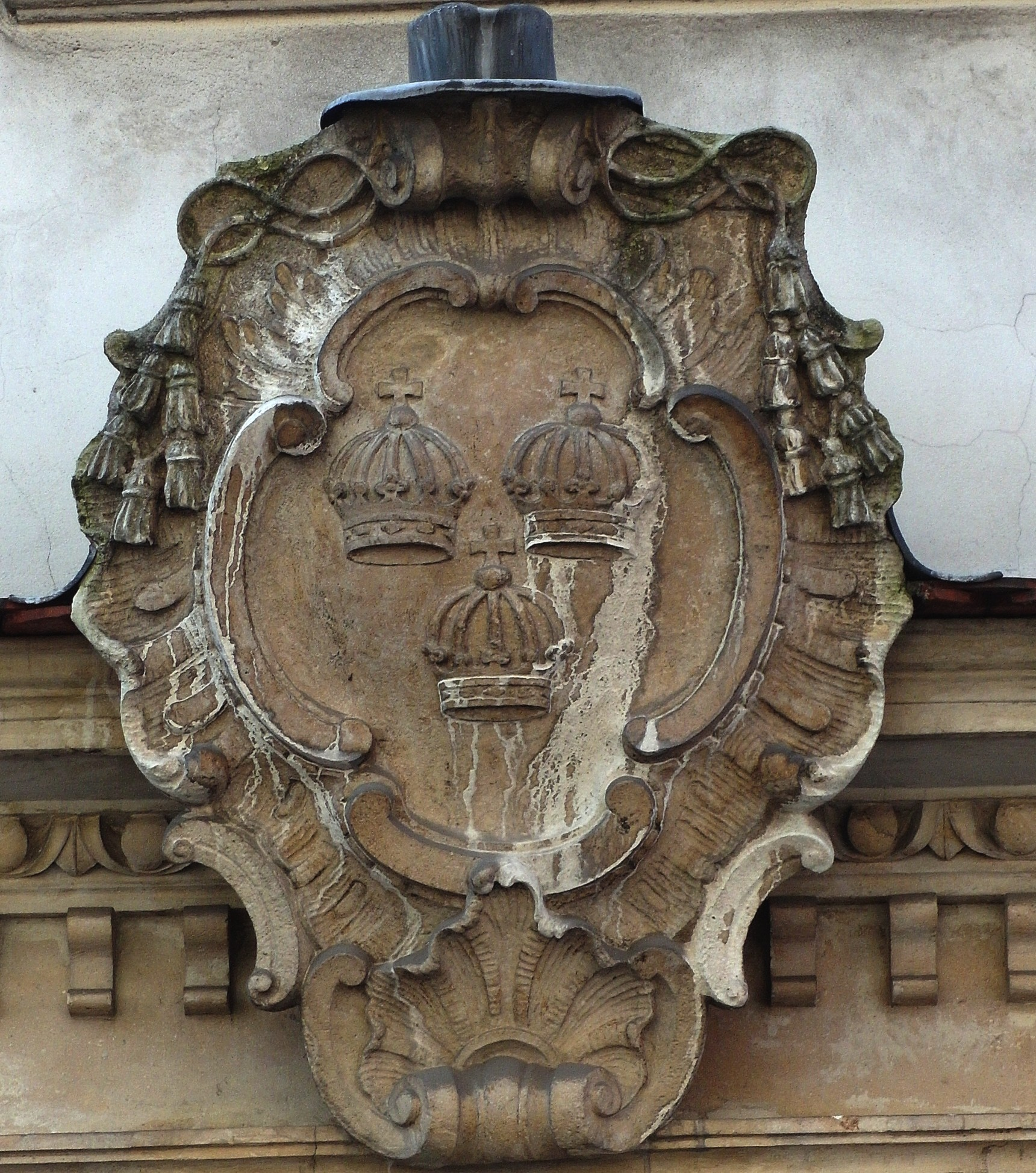
Herb krakowskiej kapituły katedralnej

Krakowska Kapituła Katedralna – kolegium kapłanów Archidiecezji Krakowskiej, którego zadaniem jest wzbogacanie kultu bożego oraz wspieranie arcybiskupa krakowskiego w rządzeniu diecezją.

## Historia
Pierwsze wzmianki o istnieniu kapituły pochodzą z okresu panowania księcia Władysława Hermana (1079 – 1102) i wiążą się z budową nowej katedry. Sama kapituła powstała prawdopodobnie za czasów biskupa Arona i początkowo stanowiła zespół duchownych wspólnie modlących się i odmawiających psalmy. Tworzyło ją wówczas 20 kanoników. Po śmierci Arona kapituła przyjęła jako swoją pieczęć herb biskupa – trzy korony – którego używa do dziś.
Za czasów biskupa Lamberta III (1082-1101) miała miejsce formalna organizacja kapituły. Biskup wraz z księciem Władysławem Hermanem utworzyli prebendy kapitulne, stanowiące źródło dochodów poszczególnych kanoników oraz samej katedry. Z czasem w wyniku donacji biskupów i władców świeckich majątki kapituły i poszczególnych kanoników doszły do ogromnych rozmiarów.
Do kapituły należały m.in. podkrakowskie wsie: Bieżanów, Brzezie, Dziekanowice, Grębałów, Mistrzejowice, Pychowice, Raciborowice, Rudawa, Świątniki Dolne, Świątniki Górne, Szczytniki, Tonie, Wyciąże i Zielonki.
Organizacja krakowskiej kapituły określona była w jej statutach, wydawanych przez biskupa krakowskiego, z których najstarszy zachowany pochodzi z 1292 roku. Do czasów współczesnych dokumentów biskupich odnoszących się do działalności kapituły powstało ponad 250. Obecny statut pochodzi z 2003 roku i został zatwierdzony przed kardynała Franciszka Macharskiego. Do obowiązków kapituły należała wspólna modlitwa i troska o uświetnianie kultu bożego w katedrze. Kanonicy obsadzali stanowiska duszpasterskie w katedrze i prowadzili szkołę katedralną. Z czasem kapituła stała się organem doradczym biskupa, senatem diecezji. Biskup zasięga rady kanoników w kwestiach ważnych i trudnych oraz korzysta z ich wsparcia w zarządzaniu diecezją.

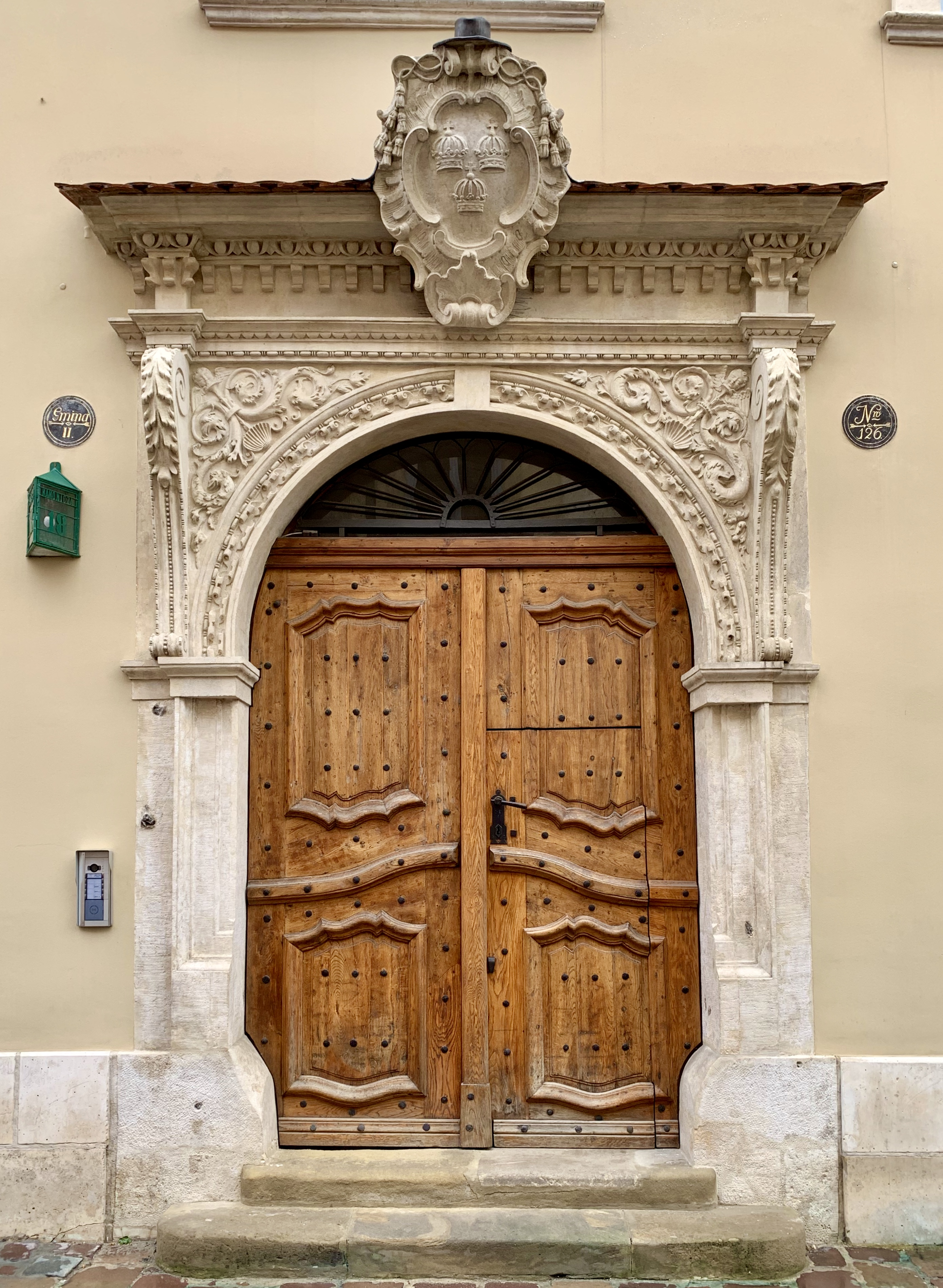
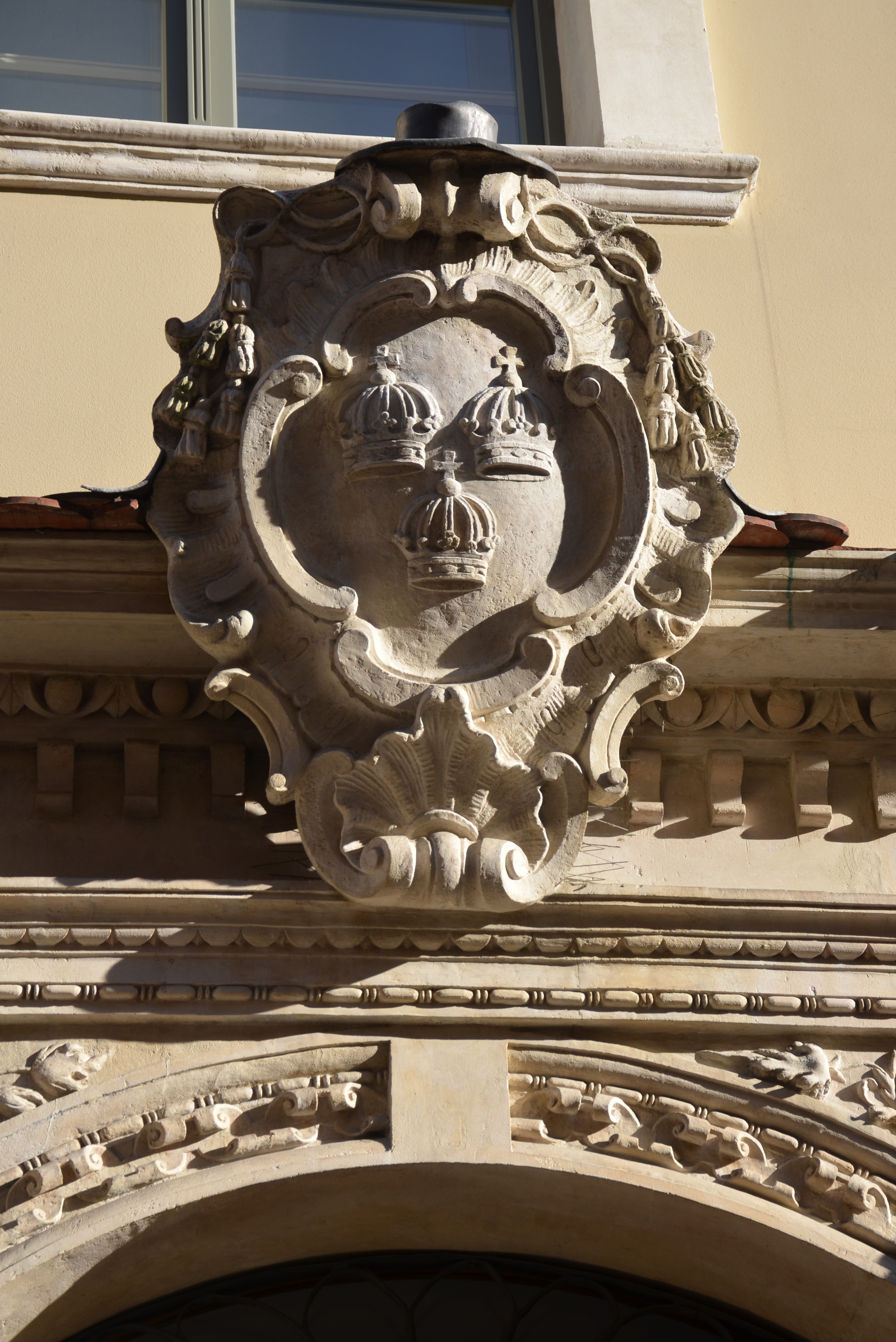
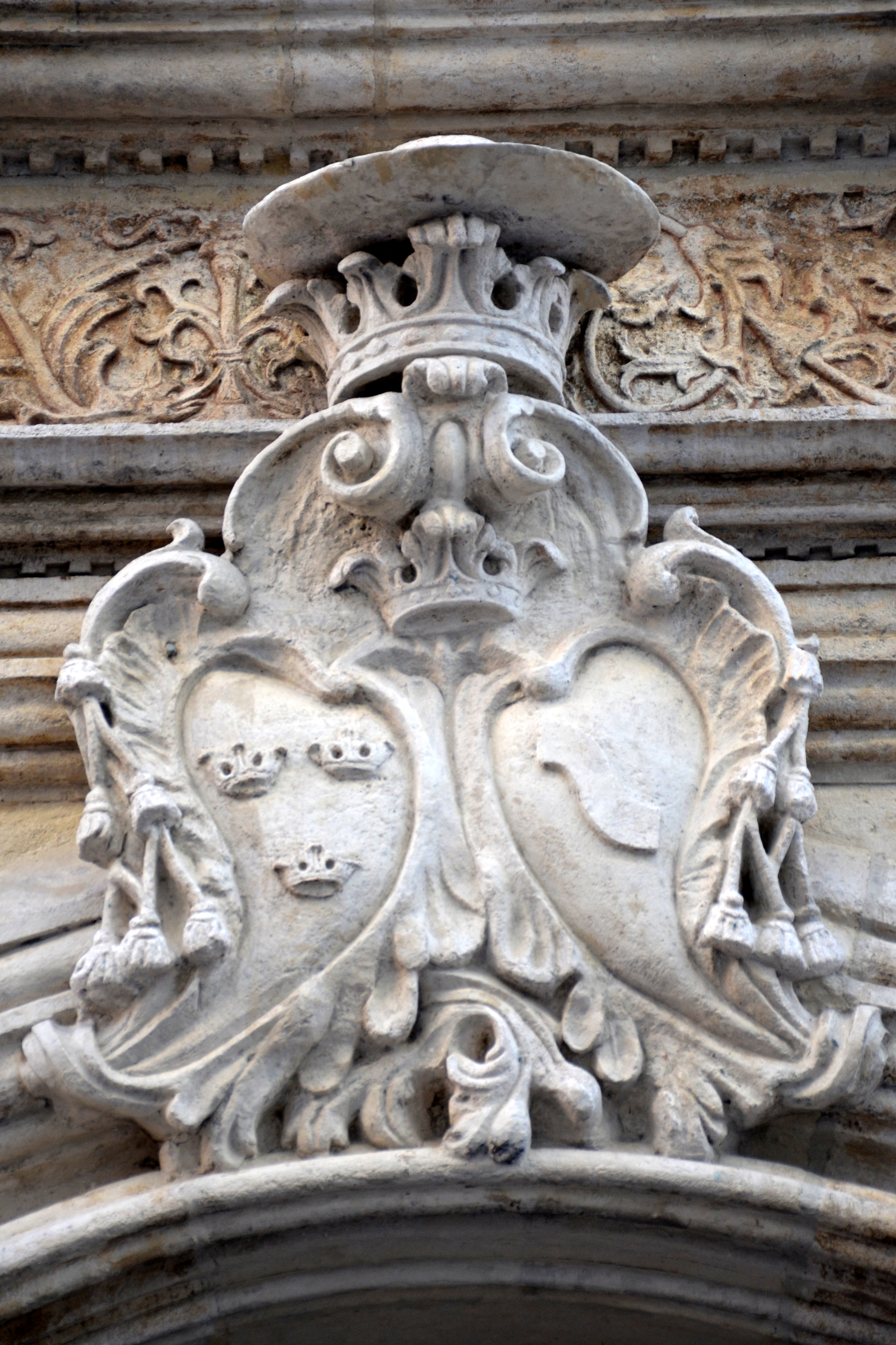
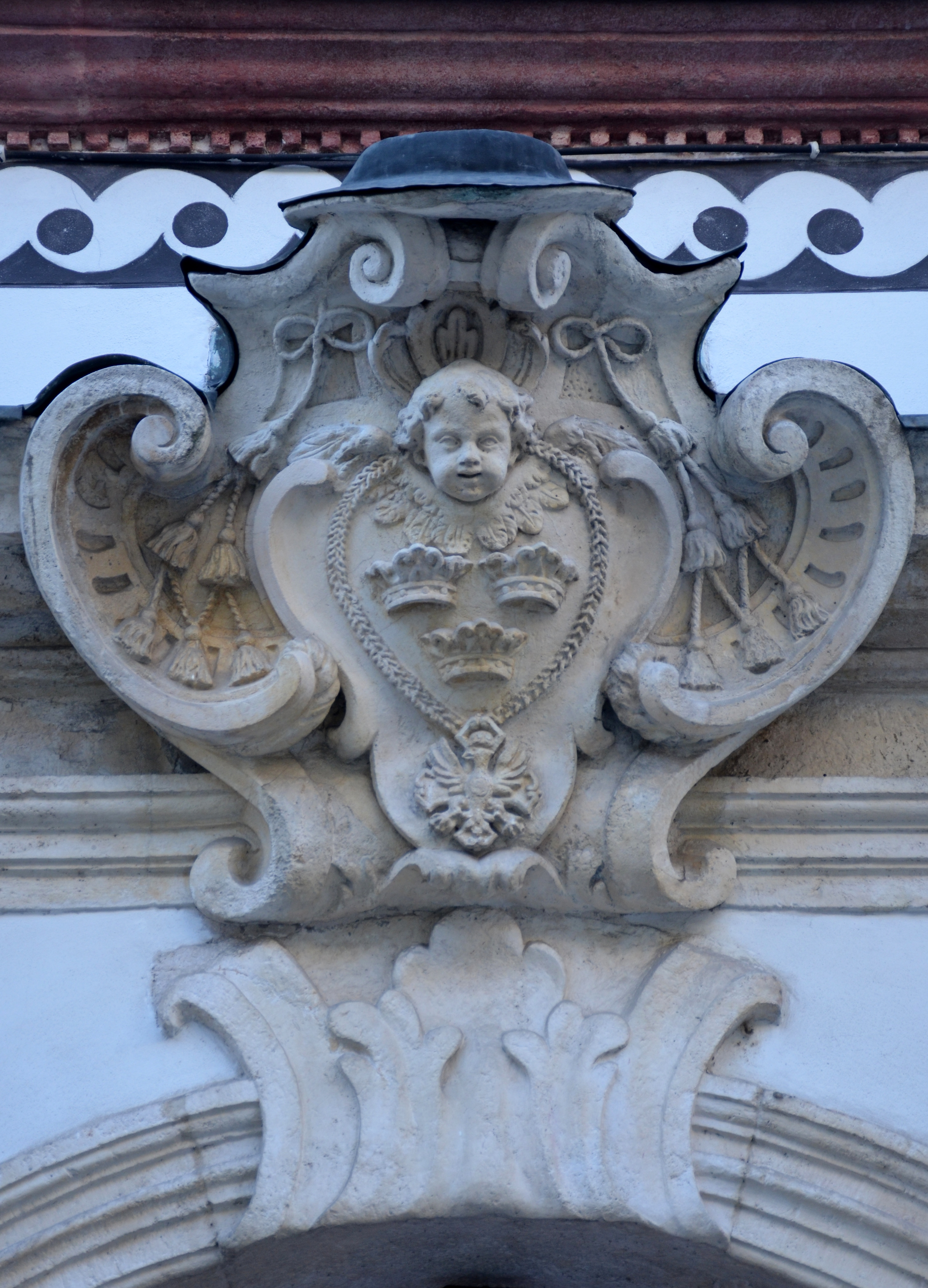

## Skład Kapituły
Początkowo Kapitułę tworzyło 20 kanoników. Z czasem ich liczba rosła, dochodząc przed rozbiorami do 36 (7 prałatów i 29 kanoników gremialnych). Nadto w skład kapituły wchodzili również kanonicy honorowi, zasiadający w niej na mocy piastowanej godności. Byli to m.in. opaci klasztorów w Tyńcu, Mogile, na Świętym Krzyżu, w Jędrzejowie, Miechowie, a z czasem wszyscy opaci zakonów benedyktynów i cystersów w diecezji krakowskiej.
W połowie XVIII wieku nazywano kapitułę „szkołą biskupów”, gdyż to spośród jej prałatów wywodzili się prawie wszyscy polscy biskupi.
Po rozbiorach liczba kanoników Kapituły została zredukowana: w 1818 roku do 16, a po 1865 roku do 9. Z okazji 600. rocznicy konsekracji katedry wawelskiej przypadającej w roku 1964 ówczesny arcybiskup krakowski kardynał Karol Wojtyła zdecydował o powiększeniu kapituły, która od tego czasu liczy 4 prałatów (dziekan, archidiakon, scholastyk, kustosz) oraz 8 kanoników gremialnych.
Kanonicy kapituły (stan z 25 czerwca 2020):
- ks. prałat Jacek Urban – dziekan
- ks. biskup Janusz Mastalski
- ks. prałat Jan Kabziński
- ks. prałat Robert Tyrała[4]
- ks. prałat Zbigniew Rapacz[5]
- ks. Mateusz Hosaja
- ks. prałat Piotr Majer
- ks. Ireneusz Okarmus
- ks. Zbigniew Bielas[6]
- ks. Marek Wrężel[7]
- ks. Paweł Baran[3]
- ks. Grzegorz Kotala[3]
- ks. biskup Jan Zając (kanonik senior)
- ks. biskup Jan Szkodoń (kanonik senior)
- ks. infułat Adam Kubiś (kanonik senior)
- ks. infułat Bronisław Fidelus (kanonik senior)